# Scotorepens sanborni
Scotorepens sanborni е вид прилеп от семейство Гладконоси прилепи (Vespertilionidae). Видът не е застрашен от изчезване.

## Разпространение и местообитание
Разпространен е в Австралия (Западна Австралия, Куинсланд и Северна територия), Индонезия и Папуа Нова Гвинея.
Обитава градски и гористи местности, савани, крайбрежия и плажове в райони с тропически климат, при средна месечна температура около 24,5 градуса.

## Описание
Теглото им е около 8,1 g.